# مبرهنة طاليس (دائرة)

اذا كان AC قطراً في الدائرة يكون المثلث ABC قائم في B.

في الهندسة الرياضية، مبرهنة المثلث في الدائرة (يطلق عليها أيضا اسم مبرهنة طاليس) تنص على أنّه إذا كانت A و B و C نقاط على دائرة حيث AC قطر لهذه الدّائرة، فإن الزّاوية ABC تكون زاوية قائمة.

## التاريخ

### التسمية
في بعض الدّول الأوروبية مثل فرنسا ترمز نظرية طالس لنظرية مغايرة لما تقدم. راجعها هنا، مبرهنة تالس. لا يجب الخلط بينها وبين مبرهنة طاليس للتناسب.

## البرهان
نستعمل الحقائق التّالية

رسم للبيان.

- مجموع زوايا مثلث يساوي مائة وثمانين درجة.
- زاويتا قاعدة مثلث متساوي الساقين متساويتان.

لتكن O مركز الدّائرة. بما أنّ OA = OB = OC، فإن OAB وOBC مثلثان متساويا الضّلعين. وبما أنّ زاويتي القاعدة في مثلث متقايس الضّلعين متساويتان ينتج أن OBC = OCB، ABO = BAO.
لتكن BAO = α وOBC = β.
تكون الزوايا الدّاخلية في المثلث ABC هي α، β، α + β
- بما أن مجموع زوايا مثلث يساوي مجموع زاويتين قائمتين، فإن :
{\displaystyle \alpha +\left(\alpha +\beta \right)+\beta =180^{\circ }}

إذاً
{\displaystyle 2\alpha +2\beta =180^{\circ }}
إذاً
{\displaystyle \alpha +\beta =90^{\circ }}

## النظرية المعاكسة
تقول النظرية المعاكسة لطالس أن وتر مثلث قائم هو قطر الدائرة المحيطة به.
عند الدمج بين النظريتين نحصّل على
- مركز الدّائرة المحيطة لمثلث يوجد على واحد من أضلع المثلّث يعني المثلث قائم.

## روابط خارجيّة
- Weisstein, Eric W. "مبرهنة تالس". MathWorld.